# Triplà

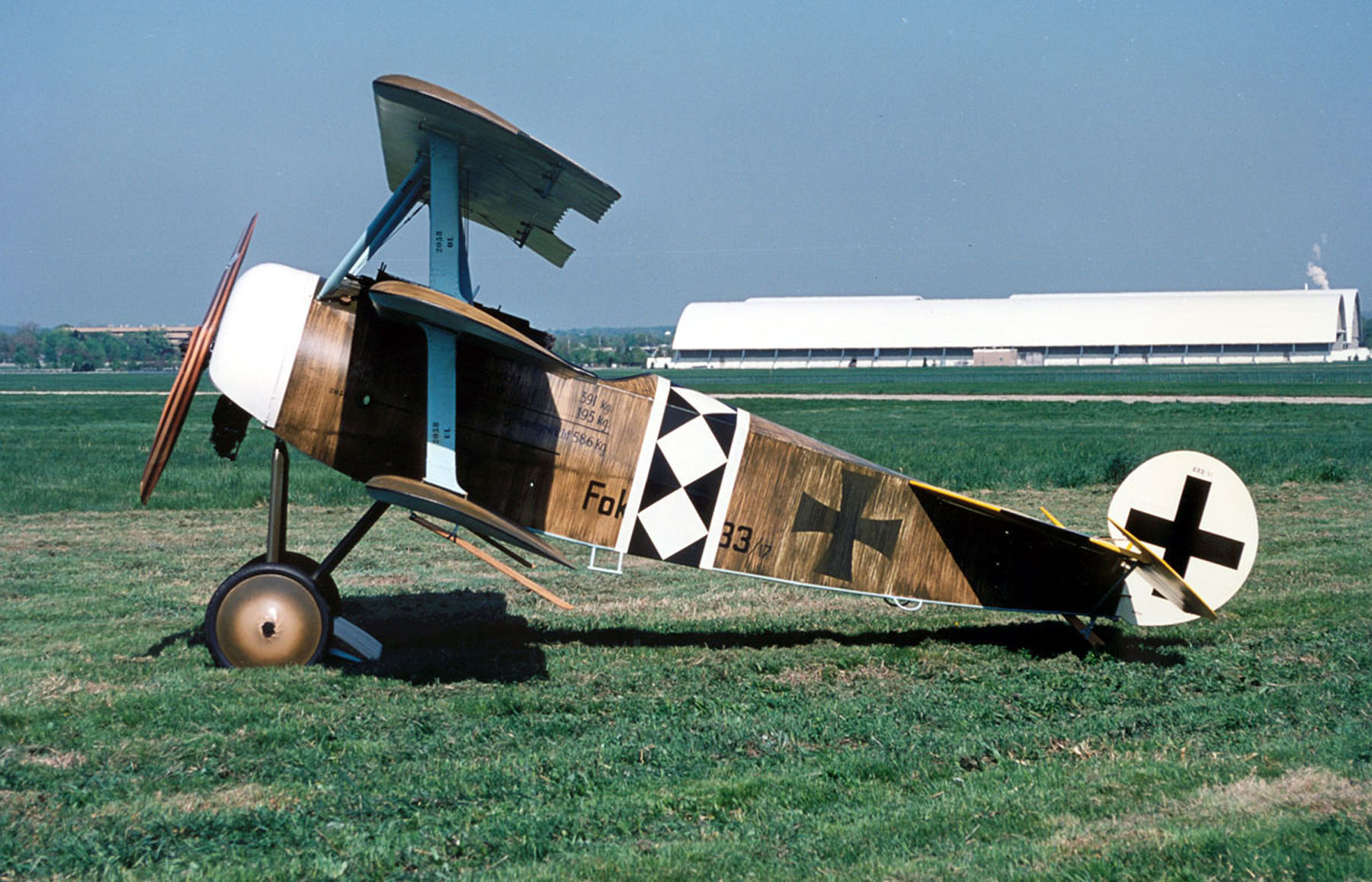
Un Fokker Dr. I de la Primera Guerra Mundial.

Un  triplà  és un avió d'ala fixa equipat amb tres grups d'ales, cadascun dels quals té la mateixa grandària i està muntat un sobre l'altre. Normalment, el grup alar inferior està al mateix nivell que la part inferior del fuselatge de l'avió, el grup alar mitjà estarà al nivell de la part superior del fuselatge i el grup alar superior estarà per sobre del nivell del fuselatge. El primer triplà va ser dissenyat el 1908 per Ambroise Goupy i va ser construït per Louis Blériot, va volar amb un motor de 47kW (50CV) de Renault.
Durant la Primera Guerra Mundial, alguns fabricants d'aeronaus canviar a aquesta configuració per obtenir millor maniobrabilitat en els caces, sota pena d'una major resistència alar i menor velocitat. A la pràctica, els triplans generalment poques vegades oferien unes prestacions superiors a les dels biplans i relativament pocs avions van utilitzar aquesta configuració. La configuració de triplà també es va experimentar en grans avions com ara bombarders pesants com el Witteman-Lewis XNBL-1 Barling Bomber i els caces anti-zeppelin de la RAF.

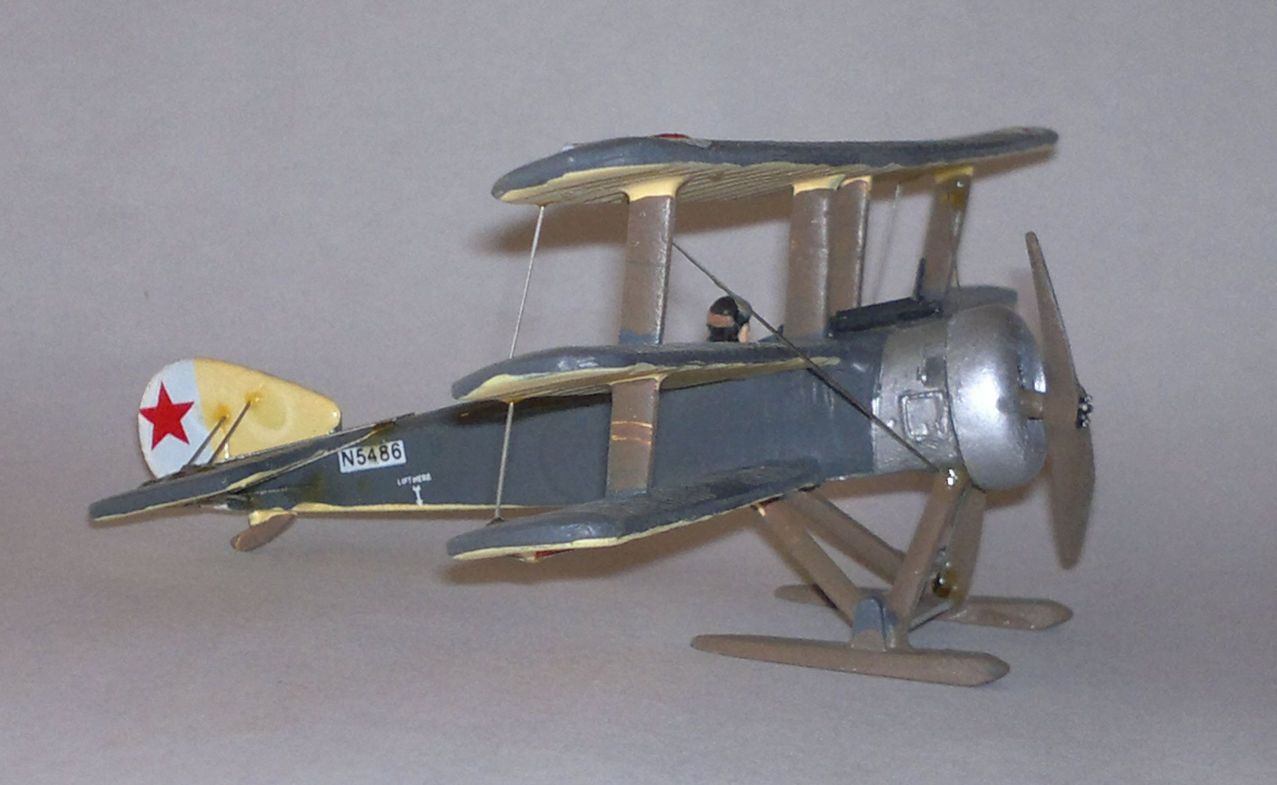
Model a escala 1/72 d'un triplà soviètic Sopwith, amb tren d'aterratge d'esquís.

El Sopwith Triplane va ser el primer avió triplà a entrar en servei durant la Primera Guerra Mundial, però de lluny el triplà més conegut va ser el Fokker Dr.I, que va volar centenars de vegades Manfred von Richthofen, més conegut com a  Baró Roig .
Recentment, el terme "triplà tàndem" s'ha usat per referir-se a avions de reacció i caces que tenen aletes canards a més de les superfícies normals de control, per incrementar la maniobrabilitat. Aquests avions no es consideren triplans en el sentit tradicional. Exemples d'aquests avions poden ser els Sukhoi SU-37 i SU-47, els MiG MiG-29 i MiG-33 i un F-15 Eagle modificat per la NASA per a proves experimentals, el F-15 ACTIVE Arxivat 2006-10-13 a Wayback Machine..